# Rainer Koppke
Rainer Koppke (* 1945) ist ein deutscher Journalist.

## Werdegang
Ab 1970 war Koppke beim Norddeutschen Rundfunk als Sportberichterstatter tätig. Er moderierte unter anderem die Sportmeldungen in der Tagesschau und kommentierte Fußballspiele in der Sportschau. Neben dem Beruf betreute er bis Ende November 1980 als Fußballtrainer die Mannschaft des Verbandsligisten SV Lurup. Die Trennung erfolgte auf dem zweiten Tabellenplatz stehend aus beruflichen Gründen.
Als freiberuflicher Moderator und Journalist vermittelte er Spiele einer Prominentenauswahl, betätigte sich unter anderem bei Partei-, Sport- und Firmenveranstaltungen sowie in der Öffentlichkeitsarbeit für die Uwe-Seeler-Stiftung, die CDU in Hamburg-Rahlstedt und den Boxstall Universum.
1990 befand ihn ein Schöffengericht in Eutin der fortgesetzten Untreue für schuldig, Koppke wurde zu einer Bewährungsstrafe von acht Monaten verurteilt. Anfang der 2000er Jahre war Koppke in der Öffentlichkeitsarbeit für die Partei Rechtsstaatlicher Offensive tätig. Koppke war Vorsitzender des Vereins Tennisfreunde Ahrensfelde.
Ab 2012 war Koppe Redaktionsleiter des im Internet ausgestrahlten Hamburger Stadtteilrundfunksenders HafenCity Radio. Beim Hamburger Lokalfernsehsender Tide wurde er Moderator der Sendung Sport Reflex.